# 기생벌
기생벌은 어미벌의 산란으로 유충상태를 숙주의 몸에서 보내는 벌을 말한다. 다른 곤충의 알, 애벌레, 성충에 기생하여 번식한다. 기생벌의 숙주는 곤충의 유충, 그 이외 각종 생물들 등이며, 기생당한 숙주는 양분을 빼앗기거나, 번데기가 되었을 때 속을 갉아먹혀 죽게 된다.
기생벌은 해충의 수를 조절할 수 있어 익충으로 간주된다. 일부는 기생파리과와 함께 생물적 방제에 이용된다.

## 기생
기생벌이 기생하는 방식은 크게 속에서부터 숙주를 갉아먹는 내부 기생충과, 밖에서부터 숙주의 양분을 빼앗는 외부 기생충 두가지로 나뉜다. 
다른 구분 방식에서는 숙주의 행동에 어떤 영향을 끼치는가로 분류한다. 대부분의 내부 기생충은 숙주가 계속 활동하고 성장하게 놔두지만, 외부 기생충들은 스스로를 보호하기 위해 숙주가 움직이지 못하게 한다. 
기생벌의 주된 숙주는 나비목의 유생이지만, 어떤 종의 곤충이든 가리지 않는다. 알이나 번데기, 성체들도 기생벌들에게서 안전하지 않다. 
기생벌이 성채가 될때까지 유일한 영양분은 숙주이기 때문에 숙주의 크기에 따라 기생벌의 크기도 결정된다. 
숙주의 몸 밖, 혹은 속에 안착한 알에서 유충이 나오면, 숙주의 조직을 먹고 자란다. 내부 기생충은 숙주의 체액도 먹을 수 있다. 이들 유충들이 번데기가 될 정도로 성장했을 때는 숙주가 거의 죽거나 이미 죽었다. 종에 따라 번데기가 되는 곳이 다른데, 껍데기만 남은 숙주 안에서 되거나, 뚫고 나올 수도 있다. 
성체가 된 기생벌은 꽃의 꿀을 주로 먹고, 암컷은 알을 낳기 위해 숙주의 림프혈도 먹는다. 

## 분류
- 가는먹좀벌상과 (Ceraphronoidea)
- 좀벌상과 (Chalcidoidea)
- 혹벌상과 (Cynipoidea)
- 호리벌상과 (Evanioidea)
- 맵시벌상과 (Ichneumonoidea)
- Megalyroidea
- Mymarommatoidea
- 납작먹좀벌상과 (Platygastroidea)
- 먹좀벌상과 (Proctotrupoidea)
- Stephanoidea
- 갈고리벌상과 (Trigonaloidea)